# Человек на ринге (фильм)
«Человек на ринге» (англ. Circleman) — фильм режиссёра Дэмьена Ли.

## Сюжет
Фильм про боксёра Ру Маркуса, участвующего в кулачных гладиаторских поединках. Соревнования проводятся за высоким проволочным заграждением. Ру уже много раз был покалечен на этих битвах, несколько раз обещал больше не принимать участие в соревнованиях, но он всё равно возвращается.

## В ролях
- Вернон Уэллс — Ру Маркус
- Уильям Сандерсон — Каспер
- Майкл Коупмэн — Наполеон
- Франко Коломбо — Бэтти
- Соня Белливо — Чарли
- Фрэнк Мур — Тэнни
- Рил Эндрюс[нем.] — Рейзор
- Пит Демпстер — Кэннон
- Дэнни Бёрнс — Гус
- Джордж Чувало — Макс
- Зак Нилс — Дэнни Фокс
- Лоуренс Кинг-Филлипс — Толл Тим
- Дэйв Шэлер — Пэтч
- Джейсон Харрис — рефери
- Брайан Грант — рефери
- Дуранго Кой — охранник
- Луи Негин[англ.] — Сирил
- Пол Гордон — бизнесмен
- Роберт О’Ри — Ральф
- Ким Коутс — мистер Риган
- Дженни Дин — секретарь
- Стив Муссо — полицейский
- Брайан Морган — Уорден
- Донни Петерсон — заключённый
- Мэри Этель Фелан — женщина
- Лолита Давидович — фанатка
- Джон Ди — старый боец
- Дэдди Рэй — старый боец
- Стивен Грэм
- Андре Майерс
- Текс Кониг — вышибала
- Дэмьен Ли — Салли
- Тимоти Бёрд
- Джейсон Логан — рефери
- Яп Брукер — бандит

## Съёмочная группа
- Режиссёр: Дэмьен Ли
- Продюсеры: Дэмьен Ли и Дэвид Митчел
- Исполнительный продюсер: Стив Ипполито